# Dačice (tvrz)
Tvrz Dačice stojí uprostřed areálu hospodářského dvora starého zámku v Krajířově ulici v Dačicích. Tato čtyřkřídlá budova je jakožto součást areálu starého zámku chráněna jako kulturní památka České republiky.

## Historie
Kdy byla tvrz vystavěna, není známo, nicméně nejstarší (severovýchodní) část mohla vzniknout ještě před připojením Dačic k Bílkovu ve 14. století. Na konci 15. století po zničení Bílkova a následném rozdělení držav Krajířů z Krajku bylo třeba vybudovat novou rezidenci v této oblasti a tou se stala právě dačická tvrz. Tomu by nasvědčoval i fakt, že v roce 1459, kdy Krajířové panství odkupovali, ani v roce 1487, kdy došlo k onomu dělení držav, není tvrz uváděna. Nevhodná poloha tvrze a její časté ohrožení Moravskou Dyjí vedli v roce 1579 za Albrechta Krajíře z Krajku k vybudování starého zámku. Tvrz tak ztratila svoji rezidenční funkci a brzy byla začleněna do areálu hospodářského dvora zámku. Po roce 1945 budovy rychle zpustly, od roku 2000 však prochází postupnou rekonstrukcí.